# Leprous
Leprous es una banda noruega de rock progresivo y metal progresivo fundada en 2001 en Notodden, lugar de procedencia de otras bandas de reconocidas del género como Emperor y Peccatum. Está formada por Einar Solberg (voz y sintetizador), Tor Oddmund Suhrke (voz y guitarra), Robin Ognedal (guitarra y coros), Simen Borven (bajo) y Baard Kolstad (batería).
Tras publicar dos demos autofinanciadas (Silent Waters en 2004 y Aeolia en 2006), Leprous comenzó a grabar su primer disco, Tall Poppy Syndrome, en 2008. Después de firmar un contrato con el sello norteamericano Sensory Records, el disco salió a la venta en mayo de 2009, recibiendo buenas críticas por parte de la prensa especializada. Como promoción, el grupo compartió escenario con Ihsahn, Therion y Loch Vostok, y participó en varios festivales de rock progresivo, como el ProgPower USA y el ProgPower Europe. Una vez finalizadas las giras de promoción, la banda anunció la marcha del bajista Halvor Strand para ser reemplazado por Rein Blomquist.
En febrero de 2011, la banda anunció un nuevo contrato con el sello InsideOut Music y la distribuidora Century Media, así como la publicación de un nuevo álbum de estudio. Este salió a la venta en agosto de 2011 con el nombre de Bilateral.
El 20 de mayo de 2013, la banda publicó el álbum Coal. Einar Solberg, cantante, describió el disco como "más melancólico y oscuro que Bilateral, que es más alegre. Con oscuro, no quiero decir más agresivo, sino más serio. Hay todavía un gran rango en las dinámicas, pero sin saltos entre diferentes estados de ánimo en la misma canción".
El 19 de febrero de 2015, Leprous anunció el nombre de su siguiente álbum, titulado The Congregation, con fecha de salida el 25 de mayo en Europa y el 2 de junio en Estados Unidos. En 2017 lanzaron un nuevo álbum, Malina.
En agosto de 2019 anunciaron la salida de su sexto álbum, titulado Pitfalls, para el 25 de octubre de 2019. El 30 de agosto de 2019 publicaron el videoclip del tema «Below», perteneciente al álbum Pitfalls, y el 20 de septiembre se publicó el álbum, esta vez bajo la discográfica Inside Out Music.
El 27 de agosto de 2021 se publicó su séptimo álbum titulado Aphelion.
El 30 de agosto de 2024 salió su octavo álbum de estudio, Melodies Of Atonement

## Miembros
- Einar Solberg - voz, teclado electrónico (2001-presente)
- Tor Oddmund Suhrke - guitarra, voz, teclado electrónico (2001-presente)
- Robin Ognedal - guitarra, coros, teclado electrónico (2017 - presente)
- Simen Daniel Børven - bajo, coros, teclado electrónico (2015 - presente)
- Baard Kolstad - batería (2014 - presente)

Miembros antiguos
- Rein Blomquist - bajo
- Halvor Strand - bajo
- Tor Stian Borhaug - batería
- Kenneth Solberg - guitarra
- Truls Vennman - batería
- Esben Meyer Christensen - guitarra
- Stian Lonar - bajo
- Tobias Ørnes Andersen - batería
- Martin Skrebergene - bajo

## Discografía
- Tall Poppy Syndrome (2009)
- Bilateral (2011)
- Coal (2013)
- The Congregation (2015)

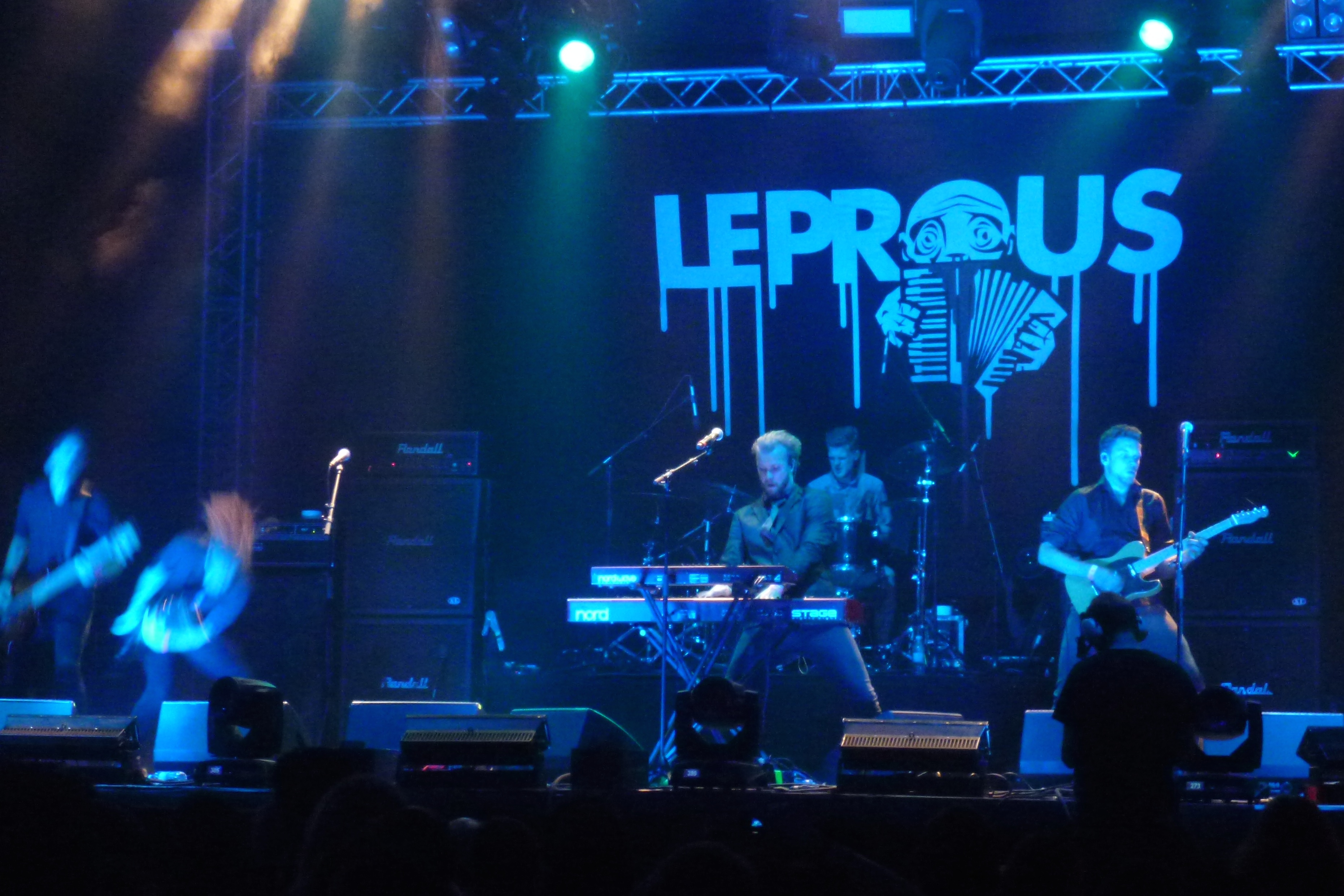
Leprous en 2013

- Live at Rockefeller Music Hall (2016)
- Malina (2017)
- Pitfalls (2019)
- Aphelion (2021)
- Melodies of Atonement (2024)